# Зольднер Герман Іванович
Герман Іванович Зольднер (31  жовтня (12 листопада 1872), Київ — 28 січня 1938, Харбін) — генерал-майор Білої армії, інспектор артилерії українського походження.

## Життєпис

### Раннє життя
Герман Зольднер народився 31  жовтня (12 листопада 1872) у Києві у дворянській сім'ї.
1889 року закінчив Київське реальне училище, 1891 року — Олексіївське військове училище, а пізніше — Офіцерську артилерійську школу.

### Військова справа
У чині полковника брав участь у Першій світовій війні. Був командиром 115-ї артилерійської бригади. Найвищим наказом від 4 березня 1917 року за хоробрість був нагороджений Георгіївською зброєю.
У 1918 році вступив на службу до гетьманської армії Павла Скоропадського. 7 вересня 1918 призначений командиром 5-ї легкої артилерійської бригади.
У жовтні 1919 — інспектор артилерії Омської групи військ армії Олександра Колчака. Учасник Сибірського крижаного походу. Наказом військ Далекосхідної армії від 27 травня 1920 року нагороджений відзнакою військового ордена «За Великий Сибірський похід». Інспектор артилерії Далекосхідної армії та член військової ради.
Після поразки Колчака емігрував. Проживав у Харбіні, провінція Біньцзян Маньчжурської імперії, де служив у приватній фірмі. Був помічником начальника місцевого відділу Російської загальновійськової спілки (РЗВС) та головою об'єднання Олексіївського військового училища. У свій час виконував обов'язки секретаря редакції «Русское слово» (укр. «Російське слово»). Похований у Харбіні на Новому цвинтарі.

## Нагороди
- 4 березня 1917 — Золота зброя «За хоробрість» (Георгіївська зброя)
- 27 травня 1920 — Відзнака військового ордена «За Великий Сибірський похід»